# Monte Raione
Il Monte Raione è un rilievo montuoso situato fra i comuni di Campagna e Olevano sul Tusciano nel parco regionale Monti Picentini; fa parte dei monti Picentini ed è alto 1236 m s.l.m.

## Toponimo
Insieme al monte Ripalta viene comunemente chiamato anche monte Sant Eramo o Sant'Elmo probabilmente a causa della presenza di due cavità naturale adibite ad eremi (Grotta dell'Angelo, Grotta di Sant'Erasmo e San Giacomo).

## Descrizione
Rilievo calcareo-dolomitico, insieme ai Monte Ripalta, Monte Molaro e Monte Costa Calda costituisce lo spartiacque tra i bacini idrogeografici del fiume Tusciano a ovest e del fiume Tenza a est. 
Il monte, si presenta coperto da boschi di querce, castagni, cerri e tassi.

## Cavità naturali
- Grotta di San Michele Arcangelo: Cavità naturale posta sul versante occidentale del Raione. All'interno è presente un complesso religioso bizantino (IX-X secolo) formato da cinque edifici di notevole pregio denominati martyria, dislocate a diverse altezze e collegate tra loro da scale rudimentali.
- La grotta di Nardantuono: cavità naturale posta sul versante occidentale. Prende nome dal brigante Nard'Antuono che ne fece il suo rifugio agli inizi del '900.

## Sentieri
Da Olevano sul Tusciano attraverso dei sentieri è possibile raggiungere la Grotta di San Michele e la sommità del rilievo.
Da Campagna, attraverso il sentiero partente dal quartiere "Zappino", raggiunta la vetta del Monte Ripalta, si può continuare fino a raggiungere la vetta del Raione.